# Гіпокальцин
Гіпокальцин, HPCA (англ. Hippocalcin) – білок, який кодується геном HPCA, розташованим у людини на короткому плечі 1-ї хромосоми.  Довжина поліпептидного ланцюга білка становить 193 амінокислот, а молекулярна маса — 22 427.
| 10         |  | 20         |  | 30         |  | 40         |  | 50         |
| ---------- |  | ---------- |  | ---------- |  | ---------- |  | ---------- |
| MGKQNSKLRP |  | EMLQDLRENT |  | EFSELELQEW |  | YKGFLKDCPT |  | GILNVDEFKK |
| IYANFFPYGD |  | ASKFAEHVFR |  | TFDTNSDGTI |  | DFREFIIALS |  | VTSRGRLEQK |
| LMWAFSMYDL |  | DGNGYISREE |  | MLEIVQAIYK |  | MVSSVMKMPE |  | DESTPEKRTE |
| KIFRQMDTNN |  | DGKLSLEEFI |  | RGAKSDPSIV |  | RLLQCDPSSA |  | SQF        |

A: Аланін

C: Цистеїн

D: Аспарагінова кислота

E: Глутамінова кислота

F: Фенілаланін

G: Гліцин

H: Гістидин

I: Ізолейцин

K: Лізин

L: Лейцин

M: Метіонін

N: Аспарагін

P: Пролін

Q: Глутамін

R: Аргінін

S: Серин

T: Треонін

V: Валін

W: Триптофан

Гіпокальцин належить до великої родини нейронних кальцієвих сенсорів. 
Білок має сайти для зв'язування з іонами кальцію. Він переважно експресується в нейронах гіпокампу (звідки й назва), зокрема в аксонах та дендритах. Молекула гіпокальцину має гідрофобний N-міристоїловий домен, який при зв'язуванні іона кальцію переміщується на її поверхню. Цей домен вбудовується в клітинну мембрану, дозволяючи білку переходити з цитоплазми до мембрани. Мембранна форма, ймовірно, впливає на регуляцію передачі сигналу через синапси як у пресинаптичному нейроні, так і в постсинаптичному.

## Структура гену
Ген людського гіпокальцину містить три екзони та два інтрони і займає приблизно 7 кб. Перший екзон кодує N-кінець білка та перші два домени EF-мотиву, що зв’язують кальцій. Третій домен кодується регіоном, що знаходиться між другим та третім екзонами. Третій екзон містить стоп кодон TAG та сайт поліаденілювання AATAAA на відстані 762 bp від TAG. У межах 3’-фланкуючої послідовності не було виявлено інших канонічних сигналів поліаденілювання. У межах 5’-фланкуючої послідовності не було виявлено канонічних послідовностей «ТАТА» або «СААТ». Дуже консервативною є послідовність у межах від -2.4 до -2.5 кб з 5’-кінця, вона має високий вміст GC та два потенціальні місця зв’язування з транскрипційними факторами AP-2, Sp1 та PEBP2. Також наявні 2 консенсусні послідовністі Е-бокс та недалеко від них консенсусна послідовність N-бокс. Ген гіпокальцину представлений лише однією копією в геномі. 

## Експресія
Найвищі рівні експрсії спостерігоються у гіпокампі. Крім того гіпокальцин експресується і в інших відділах мозку: неокортексі, хвостатому ядрі, клауструмі, нюховому горбику, нюховій цибулині, передньому нюховому ядрі.  

## Функції
Такі NCS-білки як гіпокальцин не володіють власною ферментативною активністю, але реалізують свої Са (2+)-залежні функції через взаємодію з іншими білками. У випадку гіпокальцину ці взаємодії ще повністю не дослідженні. Тим не менш є докази, що гіпокальцин може грати роль у: модуляції цНК сигналінгу  в нюховому епітелії, тривалої депресії в гіпокампі, створенні повільної слідової гіперполяризації (важливої для контролю збудливісті нейронів), регуляції генної транскрипції і розвитку нейронних відростків. 
Найбільш широко гіппокальцин був вивчений відносно його ролі в синаптичній пластичнасті у гіпокампі, де він можливо бере участь у формуванні пам'яті. Дійсно, HPCA-нокаутні миші демонструють порушення у тестах на просторову та асоціативну пам'ять за відсутності будь-яких інших очевидних структурних відхилень у мозку.

## Патофізіологія
Наявні свідчення того, що біаллельні мутації в HPCA можуть бути причиною розвитку аутосомно-рецесивної первинної дистонії, хвороби, що характеризується порушеннями рухової активності та неконтрольованими м’язовими скороченнями. Було описано декілька мутацій, що призводять до даної патології. Одна з них призводить до заміщення негативно зарядженого залишку амінокислоти на позитивно заряджений в другому EF-hand домені. Амінокислота в цьому положенні демонструє абсолютну міжвидову консервативність, так як вона бере участь у зв’язуванні з іонами кальцію. Припускають, що біалельна мутація у цьому положенні послаблює або навіть запобігає координації іонів кальцію другим EF-hand доменом, що зменшує вирогідність конформаційної зміни гіпокальцину у відповідь на зміни концентрації іонів кальцію і, як наслідок, порушує кальцієвий сигналінг у смугастому тілі, області мозку, тісно пов'язаної з порушеннями руху, такими як дистонія.
Також була знайдена друга міссенс мутація у другому екзоні HPCA у висококонсервативному положенні. Хоча ця амінокислота не є обов'язковою для координації іонів кальцію, вона також знаходиться у другому EF-hand домені.
Ще одним варіантом була міссенс мутація у консервативному положенні на кінці четвертого екзону, який кодує C-кінець білку. Ця мутація не розташована в EF-домені, а також механізм, за допомогою якого вона може порушити функцію гіпокальцину є менш очевидним. Однак є припущення, що C-кінцеві ділянки інших NCS білків можуть брати участь у точному налаштуванні своєї відповіді або визначенні цільової специфіки.
Було показано, що нокаут HPCA може інгібувати потенціал-залежні кальцієві канали або, альтернативно, змінити механізм підтримки мембранного потенціалу і тим самим впливати на клітинну деполяризацію мембрани 
.